# Lapsi
Als Lapsi (lat. „die Abgefallenen“) wurden jene Christen bezeichnet, die, meist als Folge von Christenverfolgungen, ihrem Glauben untreu geworden sind. Der Begriff ist damit in der Verwendung ähnlich dem griechischen Apostat.

## Unterscheidungen
Je nach der Art und Weise, wie sich der Abfall vom Christentum äußerte, unterteilte man die Lapsi in drei Gruppen:
- sacrificati – diejenigen, die anderen Gottheiten Opfer darbrachten
- thurificati – diejenigen, die Weihrauch vor den Statuen dieser Götter darbrachten
- libellatici – diejenigen, die in einem von der römischen Staatsmacht geforderten libellum schriftlich erklärt haben, solchen Göttern geopfert zu haben, ohne dies notwendigerweise auch tatsächlich getan zu haben

## Umgang mitlapsiin der frühen Kirche
Für die frühe Kirche stellte sich das Problem, wie mit den Lapsi umzugehen war. Der Hirte des Hermas erklärte den Abfall vom Glauben zu einer schweren Sünde, die ewige Buße und Exkommunikation zur Folge haben müsse. Vergebung hierfür könne allein durch Gott, nicht durch den Menschen erfolgen. Diese harte Linie vertrat während der Christenverfolgung des Decius auch der römische Gegenbischof Novatian, der gegen Cornelius aufgetreten war, da dieser ihm in dieser Frage als zu gemäßigt erschien. Der Umgang mit den Lapsi blieb auch in den folgenden Jahren kontrovers und drohte vor allem im Weströmischen Reich die Christenheit zu spalten. Mit dem Ende der Christenverfolgung durch die konstantinische Wende verlor diese Frage aber an Bedeutung.